# خاک و نمک
خاک و نمک یک مجموعه تلویزیونی ۳۰ قسمتی به کارگردانی «ایاد نحاس» می‌باشد که توسط «مرکز بین‌المللی تولید بیروت» ساخته شده و در رمضان ۱۳۹۴ هر روز ساعت ۱۹:۴۵ از شبکه تهران پخش می‌شد. بازیگرانی لبنانی و سوری از جمله مهدی فخرالدین و عمار شلق در این مجموعه تلویزیونی نقش آفرینی کرده‌اند.